# Critérium d'Ede
Le Critérium d’Ede est une compétition cycliste disputée aux Pays-Bas de 1955 à 1989 avec des interruptions en 1960, de 1970 à 1981 et de 1986 à 1988. La course avait généralement lieu en juin.

## Palmarès
| Année | Vainqueur           | Deuxième | Troisième |
| ----- | ------------------- | -------- | --------- |
| 1955  | Rik Van Steenbergen |          |           |
| 1956  | Roger Verplaetse    |          |           |
| 1957  | Jaap Bruggenkamp    |          |           |
| 1958  | Schalk Verhoef      |          |           |
| 1959  | Jo de Roo           |          |           |
| 1961  | Gilbert Desmet      |          |           |
| 1962  | Leon Van Daele      |          |           |
| 1963  | Jos Linders         |          |           |
| 1964  | Jo de Haan          |          |           |
| 1965  | Guido Reybrouck     |          |           |
| 1966  | Gerben Karstens     |          |           |
| 1967  | Peter Post          |          |           |
| 1968  | Cor Schuuring       |          |           |
| 1969  | Leo Duyndam         |          |           |
| 1982  | Theo Smit           |          |           |
| 1983  | Jos Lammertink      |          |           |
| 1984  | Jacques Hanegraaf   |          |           |
| 1985  | Henk Lubberding     |          |           |
| 1989  | Ad Wijnands         | Vos      | Luyckx    |

## Sources
- www.cyclingfever.com